# موسم المشاوشة
موسم المشاوشة هو فيلم مغربي من إخراج محمد عهد بنسودة سنة 2009، و بطولة كل من هشام بهلول، عبد الله فركوس، حميدو بنمسعود، عز العرب الكغاط، رفيق بوبكر، ريم شماعو، وغيرهم.

## القصة
يُوثّق الفيلم لنوع من الرياضات الشعبية القديمة (المشاوشة أو المعابزة أو المكارعة) كانت تمارس في المدن المغربية العتيقة كفاس، من قبل أبطال جلهم من الحرفيين والصناع التقليديين. وذلك في قالب فرجوي تحضر فيه الحركة إلى جانب قصة ذات طابع درامي رومانسي تتمحور حول صراع رجلين هما؛ سليمان (هشام بهلول) و طبّوخ (عبد الله فركوس)، بغاية الفوز بقلب الحسناء السعدية (ريم شماعو).

## روابط خارجية
- موسم المشاوشة على موقع IMDb (الإنجليزية)
- موسم المشاوشة على موقع ألو سيني (الفرنسية)
- موسم المشاوشة على موقع قاعدة بيانات الفيلم (الإنجليزية)
- موسم المشاوشة على موقع ليتربوكسد (الإنجليزية)
- موسم لمشاوشة - هسبريس
- موسم المشاوشة يستحق جاهزة مهرجان القاهرة السينمائي